# Erik Larsen (Tennisspieler)
Erik Øckenholt Larsen (* 23. August 1880 in Kopenhagen; † nach 1914 in London) war ein dänischer Tennisspieler.

## Karriere
Larsen war 1905 der erste Däne, der an den Wimbledon Championships teilnahm. 1907 erreichte er bei den deutschen Meisterschaften das All-Comers-Finale, unterlag allerdings Otto Froitzheim. 1913 erzielte er beim Turnier von Wimbledon mit dem Erreichen des Achtelfinales sein bestes Ergebnis. Im selben Jahr gelang ihm auch der Einzug ins Finale der britischen Hallenmeisterschaften, in dem er Percival Davson in vier Sätzen unterlag.
Larsen trat bei den Olympischen Spielen 1912 in Stockholm an. Sowohl im Einzel als auch im Mixed an der Seite von Sofie Castenschiold, jeweils in der Halle, schied er nach seinen Auftaktspielen aus. 1913 wurde er als dänischer Vertreter entsendet, um bei der Gründung der ITF dabei zu sein.